# Ben Monder

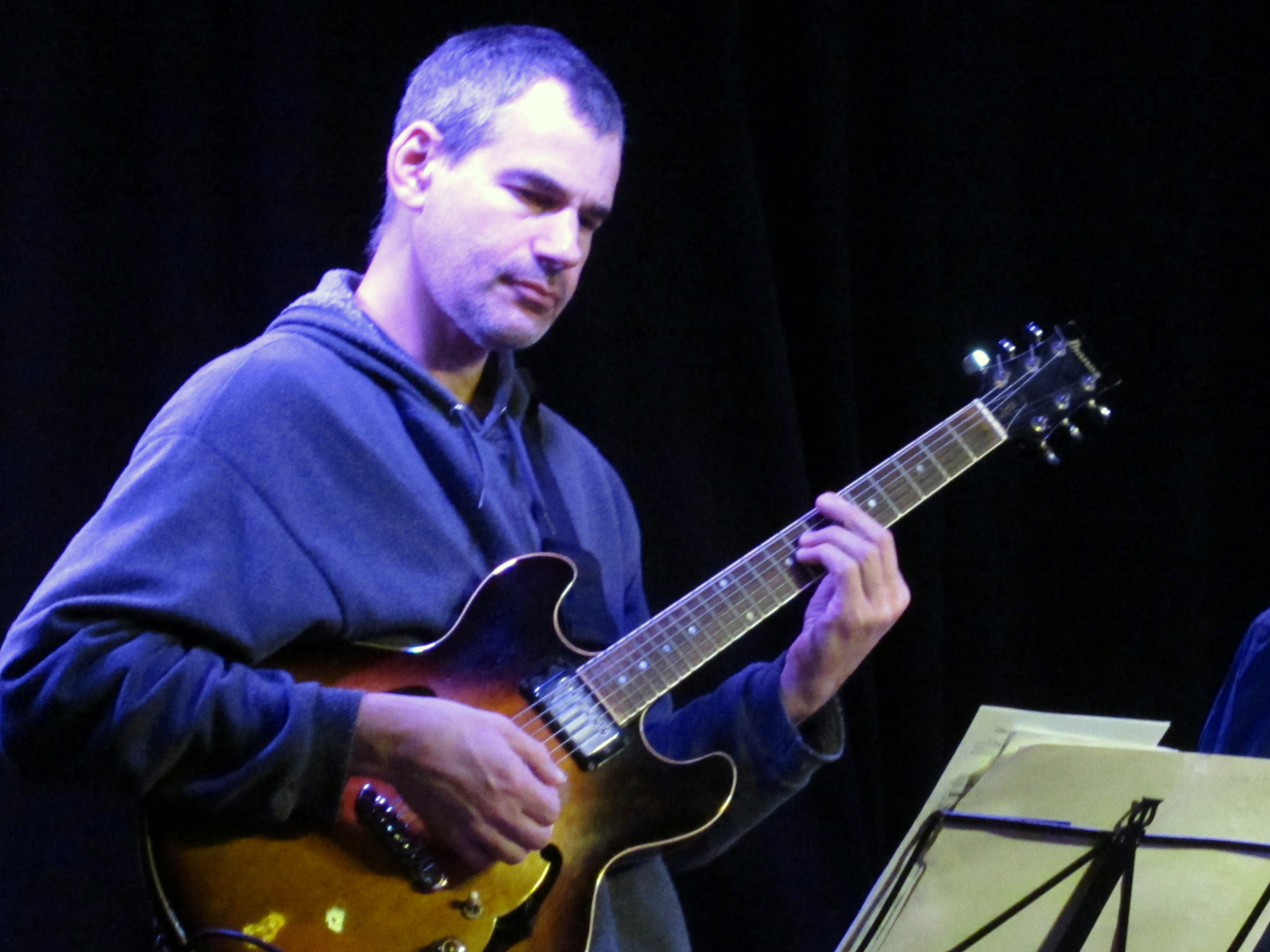
Ben Monder

Ben Monder (* 24. Mai 1962 in New York City) ist ein US-amerikanischer Jazz-Gitarrist.

## Wirken
Monder studierte an der University of Miami und am Queens College und lebt in New York, wo er u. a. mit Jack McDuff, Marc Johnson, Lee Konitz, George Garzone, Tim Berne, Rashied Ali, Karl Berger, Herb Robertson, Perry Robinson, Michał Urbaniak, Michael Formanek, Scott McLemore, Bobby Avey, in der Band Right Brain Patrol mit Arto Tunçboyacıyan und Marc Johnson, dem Carnegie Hall Jazz Orchestra, dem Kenny Wheeler Large Ensemble und Guillermo Kleins Los Guachos auftrat. Er ist Mitglied des Maria Schneider Jazz Orchestra und gehörte zum Lee Konitz New Nonet und zu Paul Motians Electric Bebop Band. Mit Drew Gress und Tom Rainey gründete er ein eigenes Trio.
Monder unternahm Tourneen mit Jack McDuffs Band und nahm an der Europatournee von Joris Dudlis New York Project teil. Bisher wirkte er an über 200 CDs als Sideman mit und veröffentlichte bis 2019 sieben Alben als Bandleader, darunter 1995 Flux (mit Jim Black und Drew Gress), 1997 Dust (mit Jim Black und Ben Street) und No Boat (mit Jim Black, Theo Bleckmann und Skúli Sverrisson), 2000 Excavation (in der Besetzung wie No Boat) und 2005 Oceana (mit Theo Bleckmann, Kermit Driscoll, Ted Poor und Skuli Sverrisson). 
Seit 2021 gehört Monder zum Quartett The Bad Plus. Weiterhin legte er Alben mit Noah Preminger (Some Other Time), mit Júlia Karosi, mit Tony Malaby (The Cave of Winds) und Phil Haynes (Transition(s), 2025) vor. Zu hören ist er u. a. auch auf Jérôme Sabbaghs Album Pogo (2007) und Dave Liebmans Trioalbum Truth and Honesty (2022, mit John Hébert).

## Diskographische Hinweise
- Ben Monder, Bill McHenry: Bloom (Sunnyside, 2010)
- Kristjan Randalu,  Ben Monder: Equilibrium (Fresh Sound New Talent, 2012)
- Hydra (Sunnyside, 2013)
- Amorphae (ECM Records, 2016, mit Paul Motian bzw. Andrew Cyrille sowie Pete Rende)
- Day After Day (Sunnyside, 2019, mit Matt Brewer, Ted Poor)
- Ben Monder, Tony Malaby, Tom Rainey: Live at the 55 Bar (Sunnyside, 2021)
- Ben Monder, Tony Malaby, Tom Rainey: Live in Lisbon (2022)
- Sunny Kim, Vardan Ovsepian, Ben Monder: Liminal Silence (EarShift, 2023)
- George Winstone & Ben Monder: Odysseus (2023)